# Kuzněcká pánev

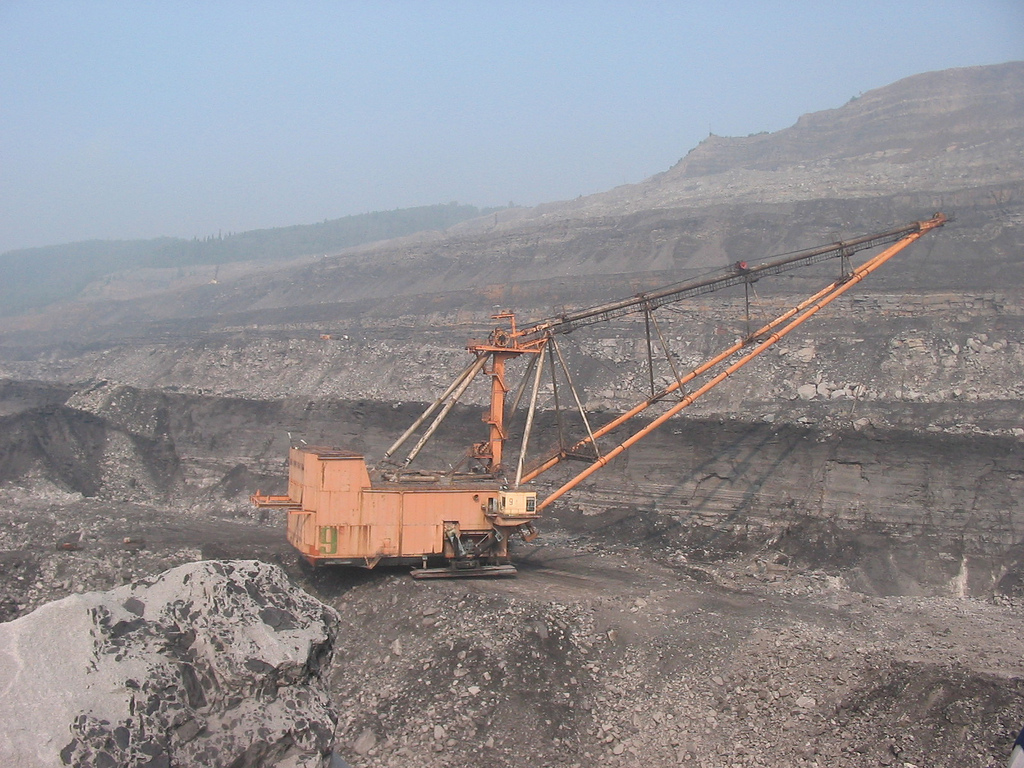
Důl v Meždurečensku

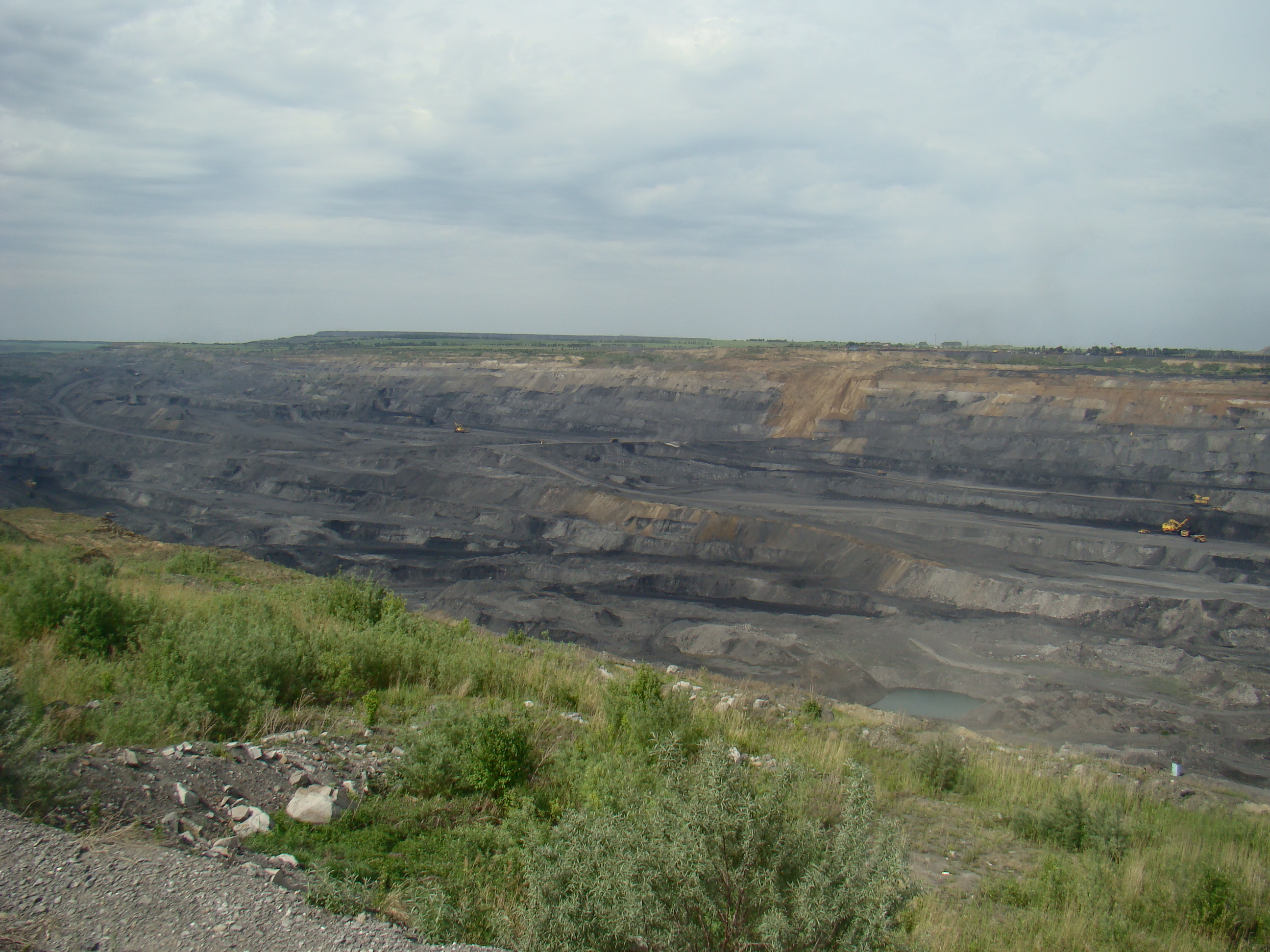
Důl v Bačatském

Kuzněcká pánev neboli Kuzbas (rusky Кузнецкий бассейн – Kuzněckij bassejn; zkráceně Кузбасс – Kuzbass) je černouhelná pánev v Kemerovské oblasti na Sibiři v Rusku. Má rozlohu zhruba 70 tisíc čtverečních kilometrů a její nejvýznamnější města jsou Novokuzněck, Prokopjevsk, Leninsk-Kuzněckij, Meždurečensk, Anžero-Sudžensk, Kiseljovsk a Kemerovo, které je správním střediskem oblasti. Leží v Kuzněcké kotlině v povodí Tomu, z jihu je ohraničena Abakanským hřbetem, ze západu Salairským masivem a ze severu Kuzněckým Alatauem.

## Dějiny
Železo se zde začalo zpracovávat už v roce 1697, uhlí bylo objeveno v roce 1721 a od druhé poloviny 19. století probíhá těžba ve velkém. Ta byla dále podpořena výstavbou transsibiřské magistrály a celkovou industrializací Ruského impéria.
Další vlna industrializace nastala začátkem třicátých let dvacátého století v rámci první pětiletky za vlády Josifa Vissarionoviče Stalina. Tehdy se rozvíjelo zpracování železa, ocele, zinku a hliníku. Po napadení SSSR Německem se do Kuzbasu navíc přestěhovaly velké průmyslové podniky z Donbasu před ohrožením postupující německou armádou.
Ke konci osmdesátých let dvacátého století se Sovětský svaz dostal do hospodářských potíží. To mělo za následek stávky horníků v letech 1989 a 1990 namířené proti reformní vládě Michaila Sergejeviče Gorbačova. Po rozpadu Sovětského svazu a jeho plánované ekonomiky se problémy dále prohloubily. Později se situace začala postupně zlepšovat.
Problémem zůstává bezpečnost v dolech: V roce 2007 zahynulo 108 horníků při výbuchu metanu v dole Uljanovskaja a v roce 2010 zahynulo přes šedesát horníků v dole Raspadskaja.